# Bryan Jones Anicézio
Bryan Jones Anicézio, meglio noto come Bryan (Campinas, 23 gennaio 1990), è un ex calciatore brasiliano, di ruolo attaccante.

## Carriera
Ha giocato nella massima serie israeliana e nella seconda divisione brasiliana.